# A False Accusation (film 1909)
A False Accusation (o A False Accusation, a Story of Paternal Devotion) è un cortometraggio muto del 1909 diretto da Van Dyke Brooke.

## Produzione
Il film fu prodotto dalla Vitagraph Company of America.

## Distribuzione
Distribuito dalla Vitagraph Company of America, il film - un cortometraggio di 190 metri - uscì nelle sale cinematografiche statunitensi l8 maggio 1909. Nelle proiezioni, veniva programmato con il sistema dello split reel, accorpato in un'unica bobina con un altro cortometraggio prodotto dalla Vitagraph, Dime Novel Dan.